# Fontoura
Fontoura ist eine Gemeinde (Freguesia) im nordportugiesischen Kreis Valença der Unterregion Minho-Lima.

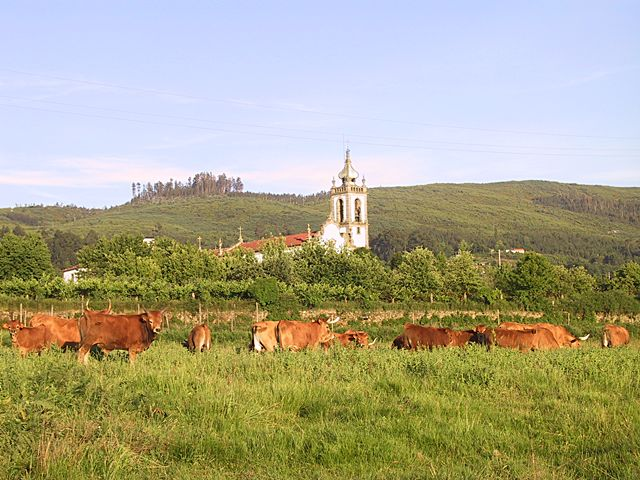
Kirche von Fontoura

 In ihr leben 685 Einwohner (Stand 19. April 2021).